# François Delaporte
François Delaporte (Rabat, Marruecos, 28 de junio de 1941-28 de mayo de 2019) fue un filósofo y epistemólogo francés. 

## Biografía
Tras de unos estudios universitarios clásicos en filosofía en la Universidad de París, François Delaporte consiguió en 1976 el doctorado en filosofía  con una tesis titulada Las cuestiones de la vitalista su XVIII, desarrollada en el colegio de Francia bajo la dirección de Michel Foucault. Becario de la fundación Arthur Sachs, pasó un año en el departamento de historia de las ciencias de la Universidad de Harvard, tras lo cual se trasladó al Instituto de Investigaciones históricas de la UNAM (Universidad nacional autónoma de México), como profesor invitado. Obtiene el diploma de habilitación para dirigir investigaciones (filosofía-historia de las ciencias) el 23 de febrero de 1993.
Al finalizar en 1993 los estudios universitarios en la Universidad de París, François Delaporte, fue nombrado profesor de filosofía en la Universidad de Picardía Julio Verne en Amiens.  Ha sido invitado en diferentes ocasiones a universidades de América latina: Universidad Nacional Autónoma de México, Universidades de Santa Catarina y de Goiás (Brasil), Universidades de Valparaíso y de Santiago de Chile, Universidad Nacional de Colombia (cuya sede se encuentra en Medellín), Universidad del Norte en Barranquilla y diversas Universidades de Bogotá (Colombia), en el marco de Cátedra andina de filosofía francesa contemporánea.

## Publicaciones

### Libros
- (en francés) Le Second Règne de la nature : essai sur les questions de la végétalité au XVIIe siècle, préface de Georges Canguilhem, Paris, Flammarion, 1979, 242 pages
  - (en inglés)  Nature's Second Kingdom, Cambridge, Massachusetts Institute of Technology Press, 1982
  - (en alemán) Das zweite Naturreich, Fráncfort, Ullstein Materialen, 1983
- (en inglés) Disease and Civilization, The Cholera in Paris, 1832, avant-propos de Paul Rabinow, Cambridge-Londres, Massachusetts Institute of Technology, 1986, 250 pages
  - (en francés) Le Savoir de la maladie, Paris, Presses universitaires de France, 1990
  - (en español) El saber de la enfermedad, Bogotá, Universidad del Rosario, 2005. Traducción de Rodrigo Zapata Cano.
- Histoire de la fièvre jaune, Naissance de la médecine tropicale, présentation de Georges Canguilhem, Paris, Payot, 1989, 182 pages (Prix de l’histoire de la médecine, MEDEC 1990)
  - (en español) Historia de la fiebre amarilla, México, Universidad nacional autónoma de México/Centre d'études mexicaines et centraméricaines, 1989
  - (en inglés) The History of Yellow Fever, Cambridge, Massachusetts Institute of Technology Press, 1991
  - (en japonés) Ounetsu no rekishi: Tokyo, Misuzu Shobo, 1993
- (en inglés) A Vital Rationalist: Selected Writings from Georges Canguilhem, éd. Zone Books, New-York, 1994, 481 pages
- (en francés) Les épidémies, Cité des Sciences et de l'Industrie, Presses Pocket, Paris, 1995, 126 pages
  - (en español) Las epidemias, RBA Editores, Barcelona, 1995
- (en francés) Histoire des myopathies (en collaboration avec Patrice Pinell), Payot, Paris, 1998, 274 pages
- (en francés) La Maladie de Chagas : histoire d'un fléau continental, Payot, Paris, 1999, 218 pages.
- (en español) La enfermedad de Chagas. Historia de una peste continental, Medellín, Universidad CES, 2010 (ISBN: 9789588674001). traducción de Rodrigo Zapata Cano. 
  - (en portugués) La Doença de Chagas, Ribeiro Prieto, Holos Editora, 2003.
- (en español) Filosofía de los acontecimientos, Medellín, Universidad Nacional de Colombia, Universidad de Antioquia, 2002, 250 pages.
- (en francés) Anatomie des passions, Paris, PUF, 2003, 220 pages (Prix de la société française d’histoire de la médecine, 2003).
  - (en español) Anatomía de las pasiones, Universidad Uninorte, Barranquilla, Colombia, 2005. Traducción de Rodrigo Zapata Cano.
  - (en inglés) Anatomy of the Passions, Stanford University Press, 2008.
- (en francés)Figures de la médecine, Paris, Éditions du Cerf, coll. « Passage », 2009, 220 pages.
- (en francés)La Fabrique du visage. De la physiognomonie antique à la première greffe. Avec un inédit de Duchenne de Boulogne, avec Emmanuel Fournier et Bernard Devauchelle, Paris, Editions Brepols, coll. De Diversis Artibus, 2010, 350 pages.

### Artículos (selección)
- (en inglés) « Theories of Osteogenesis in the Eighteenth Century », Journal of History of Biology, Kluwer Academic Publishers Dordrecht, Boston, Londres, vol. 16, n° 3 (automne 1983), p.343-360.
- « Vie végétale », Encyclopaedia Universalis, 1991, vol. 23, 388-391 (ad vocem).
- « Georges Canguilhem  », in Vies et Portraits, Universalia, Encyclopédia Universalis, 1994, 84, p.482-484.
- (en inglés) « Romana's Sign », Journal of History of Biology, Kluwer Academic Publishers Dordrecht, Boston, Londres, automne 1997, vol. 30, n° 30, p.357-366.
- (en inglés) « Foucault, epistemology and history », Economy and Society, Routlege, 1998, vol. 27, n° 2 et 3, p.285-297.
- (en francés) « Le choléra : présent et passé », Communications, Seuil, 1998, n° 66, p.75-85.
- (en francés) « Le miroir de l’âme », Communications,  Seuil, n° 75, 2004, p.17-30.
- (en español) "El espejo del alma", Artes, La Revista, Medellín, Universidad de Antioquia, n° 7, vol. 4, enero/junio de 2004. Traducción de Rodrigo Zapata Cano.
- (en inglés) « Chagas Today, Parasitic diseases in Brazil: the construction of parasitology, XIXth-XXth », in Parassitologia, Université de Rome La Sapienza, Official Journal of the Italian Society of Parasitology, A. Opinel et G. Gachelin (dir.), vol. 47, n° 3-4, décembre 2005, p.319-329.
- (en francés) « Le visage, œuvre de la main », Le Monde diplomatique, mars 2006.
- (en francés) « La transplantation partielle de face », La Revue du praticien, décembre 2007.
- (en inglés) « The discovery of the vector of Robles disease », in Parassitologia, Université de Rome La Sapienza, Official Journal of the Italian Society of Parasitology, vol. 50, septembre 2008, p.227-231.
- (en español) "El espejo del alma", en Artes la Revista, Medellín, Universidad de Antioquia, vol. 4, n° 7 de 2004. Traducción de Rodrigo Zapata Cano.

### Apariciones en obras colectivas
- (en francés) La Problématique historique et la vie, in Georges Canguilhem, philosophe, historien des sciences, Albin Michel, 1993, p.223-232.
- (en inglés) The History of Medicine According to M. Foucault, in Jane Goldstein éd., Foucault and the Writing of History Today, Basil Blackwell, Oxford - Cambridge, mars 1994, p.137-149.
- (en francés) La Nouveauté en pathologie, in Vers de nouvelles maladies, P.U.F., 1998, p.9-37.
- (en francés) Duchenne, Darwin et la mimique, in Duchenne de Boulogne, école nationale des beaux-arts, 1999, p.79-86.
- (en francés) La Connaissance du vivant, in Philosopher 2, sous la direction de Christian Delacampagne et Robert Maggiori, Paris, Fayard, 2000, p.235-245.
- (en alemán) Die Problematik der Geschichte und das Leben, in C. Borck, V. Hess, H. Schmidgen (éd.), MaB und Eigensinn, studien im AnschluB an Georges Canguilhem, Wilhelm Fink Verlag, Munich, 2005, p.295-316.
- Articles in Dictionnaire de la pensée médicale, sous la direction de Dominique Lecourt, PUF, Paris, 2004. - " Alexandrie (Ecole d’) " 24-26. - " Auto-expérimentation ", op. cit., 133-137. - « Choléra », op. cit., 243-249. - " Contagion et infection ", op. cit., 283-287. - " Epidémie ", op. cit., 418-425. - " Expérimentation animale ", op. cit., 466-470. - " Fécondation artificielle " (en collaboration avec Cécilia Delaporte), op. cit., 481-488. - " Fièvre jaune ", op. cit., 495-499. - "Filarioses", op. cit., 500-501. - " Hippocratisme ", op. cit., 571-573. - " Myopathies", op. cit., 770-772. - " Parasitologie ", op. cit., 837-843. - " Photographie ", op. cit., 874-876. - " Syphilis ", op. cit., 1104-1110. - " Trypanosomiase africaine ", op. cit., 1161-1163. - "Trypanosomiase américaine", op. cit., 1163-1167. - "Vivisection", op. cit., 1214-1219.
- (en francés) Foucault, Canguilhem et les monstres, in Canguilhem, histoire des sciences et politique du vivant, J.-F. Braunstein (éd.), P.U.F., 2007.